# Englerodothis kilimandscharica
Englerodothis kilimandscharica är en svampart som först beskrevs av Henn., och fick sitt nu gällande namn av Theiss. & Syd. 1915. Englerodothis kilimandscharica ingår i släktet Englerodothis och familjen Parmulariaceae.   Inga underarter finns listade i Catalogue of Life.